# Coordenades homogènies
En matemàtiques, i més concretament en geometria projectiva, les coordenades homogènies són un instrument usat per descriure un punt a l'espai projectiu. Van ser introduïdes pel matemàtic alemany August Ferdinand Möbius l'any 1837.
També poden utilitzar-se com un sistema alternatiu de coordenades per treballar a l'espai euclidià, perquè aquest pot veure's com un subconjunt de l'espai projectiu. D'aquesta manera, les coordenades homogènies són àmpliament usades en infografia per a la representació d'escenes en tres dimensions. La seva notació en forma matricial s'empra en biblioteques de programació gràfica en 3D com OpenGL i Direct3D.

## Introducció informal
En coordenades homogènies, tot punt bidimensional està definit per tres coordenades. De tal manera que un punt de dimensions {\displaystyle x}, {\displaystyle y}, l'hi representa per la terna: {\displaystyle x/w}, {\displaystyle y/w}, {\displaystyle w}.
Matemàticament, les coordenades {\displaystyle x} i {\displaystyle y} es troben dividint els dos primers nombres entre el tercer, respectivament.
En dues dimensions, el seu valor es pot trobar més fàcilment si {\displaystyle w=1}, per simplificació. En tres dimensions, sol ocórrer el mateix {\displaystyle w=1}.
Bàsicament, es tracta d'ampliar el plànol euclidià (en el cas bidimensional) al plànol projectiu, és a dir, incloure-li els punts impropis o de l'infinit.
Així, un punt impropi és aquell on {\displaystyle w=0}.
Una conseqüència d'aquesta escriptura és que un punt propi té infinites formes d'escriure-ho, tot dependrà dels quocients {\displaystyle x/w} i {\displaystyle y/w} (amb {\displaystyle w} diferent de {\displaystyle 0}).